# Vievy-le-Rayé
Vievy-le-Rayé là một xã thuộc tỉnh Loir-et-Cher trong vùng Centre-Val de Loire miền trung nước Pháp.